# Verkehrsgemeinschaft Nordvorpommern

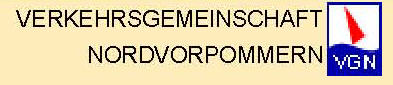
Logo der VGN

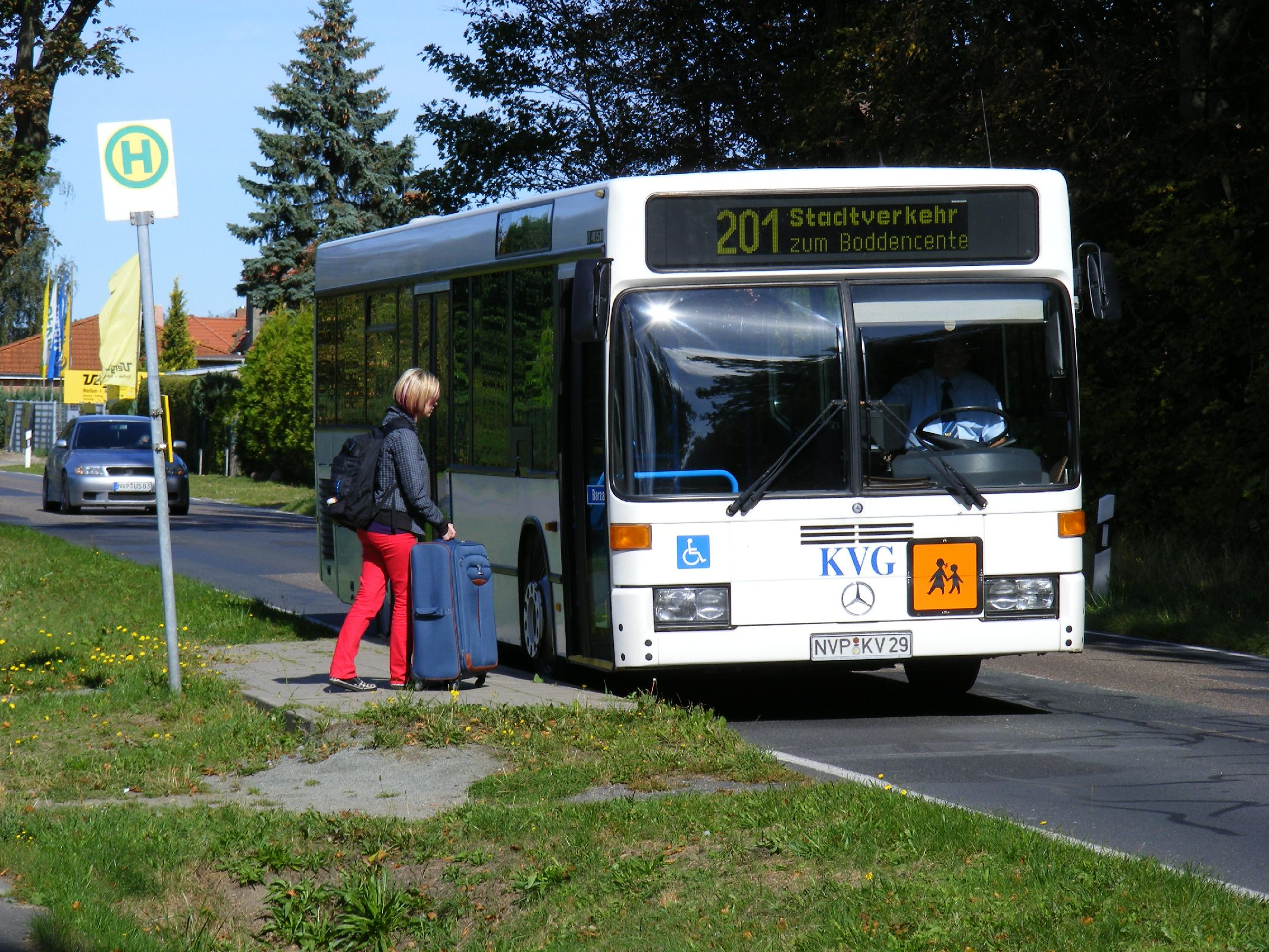
KVG-Bus in Ribnitz-Damgarten

Die Verkehrsgemeinschaft Nordvorpommern (VGN) war ein Verkehrsverbund in Mecklenburg-Vorpommern.
Sie umfasste den Landkreis Vorpommern-Rügen und die Region Ribnitz-Damgarten; nicht einbezogen in die Verkehrsgemeinschaft Nordvorpommern waren die Stadt Stralsund und die Deutsche Bahn AG. Die VGN wurde im Januar 1996 gegründet. Es galt ein gemeinsamer Tarif für alle beteiligten Verkehrsunternehmen. Die Unternehmen der Verkehrsgemeinschaft Nordvorpommern (VGN) sind durch die Fusion mit dem Stralsunder SWS Nahverkehr und der Rügener Personennahverkehrs GmbH in der Verkehrsgesellschaft Vorpommern-Rügen (VVR) aufgegangen.
An der VGN beteiligte Verkehrsunternehmen waren die Kraftverkehrsgesellschaft Ribnitz-Damgarten, die Boddensegler Reise und das Unternehmen Otto Möller Inh. Thomas Möller.